# Paul Bazelaire
Paul Bazelaire   (Sedan, 4 de març de 1886 - París, 11 de desembre de 1958) un violoncel·lista, organista i compositor francès.

## Biografia
Va néixer Paul Marie Emile Joseph Bazelaire de pare escriptor i en una família d'amants de la música. Als set anys, aleshores estudiant del col·legi Turenne de Sedan, va començar a estudiar el violoncel gràcies a Jean-Nicolas-Henri Clarinval, un excel·lent director de la Societat Filharmònica de Sedan. Als deu anys, va ingressar al conservatori de París a la classe de Jules Delsart. Amb només onze anys, va guanyar un primer premi unànime per a violoncel, fet únic en els anals del conservatori. També va obtenir allà els seus primers premis per harmonia, contrapunt i fuga. A la classe de Xavier Leroux, va guanyar el primer premi d'harmonia als 17 anys. Desitjant continuar els seus estudis compositius fins al final, va treballar en contrapunt i fuga amb Georges Caussade i Charles Lenepveu. Amb 19 anys, va tornar a obtenir un primer premi per a la fuga i el contrapunt.
El seu primer concert va ser per a la seva ciutat natal, Sedan, el 18 de desembre de 1897.
Treballa l'orgue amb Alexandre Guilmant i Louis Vierne i es fa famós en pocs mesos.
Nomenat professor del Conservatori Nacional de París el 1918 als 32 anys, va exercir allà fins als 70 anys, el [1956]. Així, té l'oportunitat de ser col·lega de Jules Loeb, Gérard Hekking, Pierre Fournier, Maurice Maréchal i André Navarra. Un pedagog notable, està afeccionat a l'ensenyament del violoncel i molts estudiants venen a unir-se a la seva escola: Reine Flachot, Guy Fallot, Jean Rivier… El 1958, any de la seva mort, va treballar en arranjaments per a dos cel·lulars i arpa per a un trio format per la seva segona esposa, Monique Viaudey, i les seves dues germanes.
Va ser oficial de la Legió d'Honor des de 1951 i oficial de l' Orde del Mèrit Cultural de Rainier III.

## Obres
- Llista parcial de les composicions de Bazelaire a IMSLP.

## Escrits
- L'ensenyament del violoncel a França..., París, A. Leduc, 1928.

## Bazelaire-Sedan
El seu violoncel de joventut es presta com a part d'una competició a un jove violoncel·lista, actualment és Bo-Geun Park, un jove estudiant del Conservatori de Reims que és el dipositari.